# 拉科齐巴尼奥
拉科齐巴尼奥，是匈牙利诺格拉德州所辖的一个村。总面积4.57平方公里，总人口784，人口密度171.6人/平方公里（2011年1月1日）。